# 胡蜂號航空母艦 (CV-18)
胡蜂號航空母艦（USS Wasp CV-18）是一艘隸屬於美國海軍的航空母艦，為艾塞克斯級航空母艦的十號艦，亦是美軍第九艘以胡蜂為名的軍艦。艦上水兵以胡蜂之形象，暱稱胡蜂號為強力蜂刺（Mighty Stinger）。
胡蜂號在1942年開始建造，起初命名為奧里斯卡尼（Oriskany），但在數個月後更改，以紀念於瓜達爾卡納爾島戰役沉沒的胡蜂號。1943年胡蜂號下水服役，並在1944年開始參與太平洋戰爭。戰後胡蜂號退役封存，並在1949年進行SCB-27A現代化改建。改建完成時，韓戰已爆發一年多，但胡蜂號未前往西太平洋，而是留在大西洋及地中海一帶執勤。1952年胡蜂號被重編為攻擊航母（CVA-18），並在1955年進行SCB-125改建，增設斜角飛行甲板。1956年胡蜂號再重編為反潛航艦（CVS-18），多次參與北約的海上演習，亦曾多次回收雙子座計畫的太空艙。
胡蜂號在1972年退役除籍，並在1973年出售拆解。

## 建造和早年服役
胡蜂號在1942年3月18日於霍河造船廠開始建造，其時艦名仍為奧里斯卡尼，舷號為CV-18。9月15日，胡蜂號航空母艦 (CV-7)被擊沉。為紀念美軍戰損，海軍在11月13日決定將舷號CV-18的航空母艦更名為胡蜂號；而奧里斯卡尼最終用以命名舷號CV-34的航空母艦。
1943年8月17日，胡蜂號下水，並在同年11月24日服役。稍後胡蜂號在美國東岸試航，並訓練艦員，隨後返回波士頓作最後檢修。1944年1月10日，胡蜂號前往漢普頓錨地，並在31日前往千里達試航，於2月27日返抵波士頓。
同年3月初胡蜂號啟程前往西太平洋，先途經巴拿馬運河，於3月21日抵達聖地牙哥，並於此地搭載近200架飛機及2,800名陸戰隊，然後運往珍珠港。胡蜂號於4月4日抵達珍珠港，在卸載軍資後於近海訓練。5月3日，胡蜂號與艾塞克斯號及聖哈辛托號一同前往馬久羅，在8日抵達。

## 第二次世界大戰

### 馬里亞納群島
胡蜂號等抵達馬久羅時，由於美國海軍第五艦隊中的其他航空母艦尚未全數返回，亦需時休整，為善用時間，胡蜂號、艾塞克斯號及聖哈辛托號臨時組成第六分隊（Task Group 58.6），由第二分隊的阿爾弗雷德·蒙哥馬利（Alfred E. Montgomery）少將指揮，前往空襲南鳥島及威克島。19及20日，胡蜂號等先空襲南鳥島，再於26日空襲威克島，然後返回馬久羅，於6月1日抵達。
美軍此時正籌劃進攻菲律賓；美國陸軍航空軍分別於6月3日及9日空襲帛琉、沃萊艾島（Woleai）及雅浦島。6日第58特遣艦隊前往空襲馬里亞納群島，以削弱日軍空中力量。胡蜂號編屬蒙哥馬利指揮的第二分隊，同行艦有旗艦碉堡山號、蒙特利號及卡伯特號。11日四支分隊空襲了關島、天寧島及塞班島；到12日克拉克的第一分隊調往空襲關島，而胡蜂號等三支分隊則繼續轟炸天寧島與塞班島。13日各支分隊繼續轟炸諸島，為即將登陸美軍清場。14日晚第一與第四分隊暫時調往北方，空襲小笠原群島；而美軍陸戰隊則在15日開始登陸塞班島，由胡蜂號等兩支分隊繼續支援。

### 菲律賓海海戰

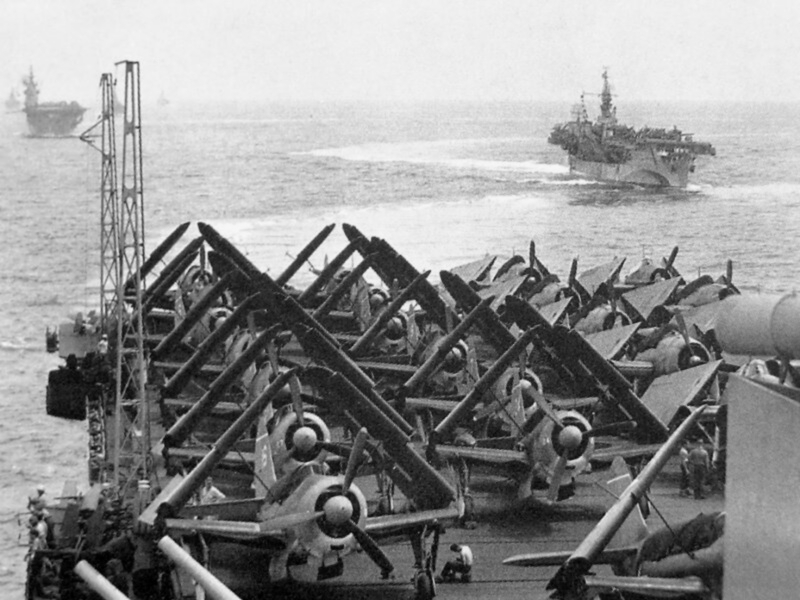
1944年5月27日，艾塞克斯號（CV-9）、聖哈辛托號（CVL-30，右後方）及胡蜂號（背景）剛於日前空襲威克島，正返回位在馬久羅的母港。三艦此時正轉向迎風準備派遣飛機執勤，可以看見前方艾塞克斯號的飛行甲板上停放著多架SB2C俯衝轟炸機和TBF復仇者式轟炸機。在返回馬久羅後，胡蜂號便調往馬里亞納群島參與菲律賓海海戰。

美軍登陸塞班島之際，小澤治三郎正執行豐田副武的阿號作戰計畫，試圖與美軍艦隊決戰，以扭轉劣勢；而雷蒙德·斯普魯恩斯則一直在搜索小澤艦隊。18日斯普魯恩斯發現日本艦隊離開菲律賓，前來支援馬里亞納，即時預備迎擊日本艦隊，並召回北上小笠原群島的兩支分隊。四支分隊在當日正午於塞班島以西海域會合，並開始搜索日軍的第1機動艦隊(日本海軍)。
6月18日下午，日軍偵察機發現美軍第58特遣艦隊。小澤治三郎欲善用日機較遠的續航距離，命艦隊避開美軍攻擊範圍，留待19日與關島的日機一舉進攻；而此時斯普魯恩斯仍未得悉日軍艦隊確實位置。密茲契於半夜提議艦隊向西前進，使航空母艦可趕及在19日早上進入作戰半徑，派飛機攻擊日軍艦隊，但斯普魯恩斯以掩護塞班島登陸部隊為先，命艦隊於晚上繼續向東撤，待日出後才再向西推進，以免遭遇日軍埋伏。日出前，日軍偵察機多次發現美軍艦隊，但美軍仍未掌握日軍動向。次日菲律賓海海戰爆發。
19日早上5時30分，一架從蒙特利號起飛的F6F戰鬥機發現兩架日機，並擊落一架，海戰正式展開。6時30分，貝勞森林號在關島發現日機，稍後艦隊派飛機空襲當地，並殲滅關島機場的日機。7時30分，日軍偵察機發現第四分隊部分艦隻，但後續偵察機被艾塞克斯號及蘭利號等擊落。小澤稍後在8時30分、56分、10時及11時派出四波攻擊，每波攻擊的出擊架次分別為69架、128架、47架及82架（大鳳號及翔鶴號均於早上出擊後被潛艇攻擊，下午沉沒）。
第一波攻擊由西面直指美軍艦隊，於10時被李中將的戰艦雷達發現；23分艦隊開始派戰機攔截。此時日機離艦隊只有72英里（116），但卻因浪費過多時間重整陣形，令美軍戰機得以及時爬升攔截。最終日機多半被艾塞克斯號、企業號、列星頓號、碉堡山號、科本斯號及普林斯頓號等的戰機擊落；只有一架日軍轟炸機成功突圍，在49分投彈命中南達科他號。這也是整場海戰中日軍僅有的一次直接命中；而日機第一波攻擊只有27架成功返航。
日軍第二波攻擊在11時7分為美軍雷達所發現；半小時後艾塞克斯號的F6F率先迎擊，而胡蜂號等其他航艦的F6F則在稍後加入。正午日軍的六架彗星式轟炸機成功突破攔截網，並先後攻擊碉堡山號及胡蜂號。炸彈在胡蜂號上空不遠爆炸，殺死一人，擊傷12人，但未影響飛機升降。最後美軍擊落最少70架飛機；而日機只有31架飛機成功返航。
第三波攻擊由北面進攻，在下午近1時為美軍發現。此次美軍戰機未能有效攔截，只擊落七架飛機；幾架日軍轟炸機更突破防守，向艾塞克斯號投彈，但無一命中。
第四波攻擊於下午2時由南面進攻，33架往北攻擊美艦，另外49架則留在關島西南海面索敵；此時美軍戰機正降落補油，攔截再次失效，部分日軍轟炸機得以切入美軍艦隊。23分後，胡蜂號被兩架日機投彈攻擊，但及時迴避，未有受損；碉堡山號亦遭兩架日機攻擊，也沒有受損。與此同時，艾塞克斯號、科本斯號及大黃蜂號的飛機前往攻擊關島，並追擊降落該處的日機，擊落30架；成功降落的19架日機亦受重傷，最終只有九架飛機可繼續使用。整日戰鬥，日軍損失接近315架飛機，其一面倒之戰況，使美軍戲稱當日戰鬥為「馬里亞納射火雞大賽」。
6月20日，第四分隊被派往攻擊關島一帶的日軍據點，而胡蜂號等另外三支分隊，則往西追擊日軍艦隊。下午3時40分，企業號的偵察機發現小澤的艦隊。雖然無線電訊號不清，密茲契仍即時命艦隊預備派出機隊攻擊，冒險在入黑後收回飛機。57分，密茲契終於接收到完整的偵察報告，並在4時5分確認日軍艦隊位置，下令艦隊派飛機前往攻擊。21分，胡蜂號等航空母艦派出216架飛機升空，只有普林斯頓號暫時待命，在稍後派飛機作第二波攻擊。小澤勉強派出75架飛機迎戰，同時拋棄油船，加速撤退，並准許各艦單獨機動迴避。稍後胡蜂號率先攻擊落後的油船，並擊沉兩艘；貝勞森林號及約克鎮號的轟炸機成功以魚雷擊沉飛鷹號航空母艦；企業號嘗試攻擊長門號戰艦及最上號重巡洋艦，但無一命中；瑞鶴號航空母艦則先後被企業號、約克鎮號及聖哈辛托號派出的機隊攻擊受損，一度下令棄船，但艦體實際損傷不大，且損管得宜，棄船命令不久後便取消；碉堡山號、蒙特利號及卡伯特號的機隊略過剛被胡蜂號機隊攻擊的油船，繼續往西索敵，最終輕傷千代田號及榛名號。海戰結束後，日軍第一機動艦隊只剩下35架飛機可用。
此時美軍飛機開始返航，並在晚上8時45分開始降落。密茲契下令軍艦開啟所有照明，並命驅逐艦向天發射信號彈；而航空母艦則以探射燈引導飛機降落。不過美軍飛機此時燃油短缺，爭先降落，秩序大亂；部分飛機更誤判驅逐艦燈號為航空母艦，幾乎與之相撞。混亂到近11時終於結束，美軍單在降落時就意外損失了80架飛機，而戰損只有20架。
20日艦隊繼續搜索落水的飛行員，並預備向西追擊。凌晨碉堡山號及企業號先派夜間偵察機索敵；日出後各艦再派後續偵察機。此時小澤艦隊早已遠去，已超出美軍航母的作戰距離，且密茲契仍忙於搜索機師；但斯普魯恩斯仍希望艦隊可追擊受創的日軍艦隻，故命李的戰艦先行前往追擊，並臨時調胡蜂號及碉堡山號掩護戰艦，其他艦隻則在稍後跟上。最終美軍仍未有發現，加上驅逐艦燃油短缺，艦隊在晚上開始撤退，並在22日於海上補油，於23日返回塞班島。同日胡蜂號等艦往埃尼威托克休整，於24日抵達。而克拉克的第一分隊則再往空襲小笠原群島，於27日返回埃尼威托克。

### 關島、天寧島及小笠原群島
6月30日，戴維森（Ralph E. Davison）少將接替蒙哥馬利指揮第二分隊，改以胡蜂號為旗艦；而富蘭克林號則在早前23日加入分隊。當日胡蜂號的第二分隊與克拉克的第一分隊離港，於7月4日再次空襲小笠原群島；再於6日轟炸關島及羅塔島。7月9日美軍佔領塞班島，而胡蜂號等繼續空襲關島及天寧島。21日及24日美軍分別登陸關島北部及天寧島，並於8月10日及2日佔據兩島。胡蜂號則在7月23日改為空襲雅浦島、烏利西及帛琉，於27日撤返休整。29日，富蘭克林號由第二分隊調往第一分隊繼續作戰；而約克鎮號則由第一分隊調到第二分隊。第二分隊最終在8月2日返抵埃尼威托克。8月4日，胡蜂號與第一分隊再往空襲小笠原群島，並在5日攻擊後返回埃尼威托克休整待命。

### 菲律賓
8月26日，小威廉·海爾賽接替斯普魯恩斯，指揮美軍艦隊。由於海爾賽為第三艦隊司令，故快速航空母艦編隊亦更名為第38特遣艦隊（Task Force 38）。胡蜂號編入老約翰·席德尼·麥凱恩中將指揮的第一分隊，並擔任旗艦，同行艦有大黃蜂號、科本斯號及蒙特利號；29日艦隊離開埃尼威托克。胡蜂號的第一分隊與第二及第三分隊前往菲律賓；而第四分隊則往小笠原群島。9月6日至8日，胡蜂號等空襲了帛琉；又於9日至10日空襲民都洛及薩蘭加尼灣。由於缺乏目標，海爾賽改命艦隊於12日攻擊米沙鄢群島等地。14日胡蜂號的第一分隊前往帛琉，在途中再空襲呂宋。15日貝里琉戰役及莫羅泰島戰役爆發，胡蜂號的第一分隊支援登陸莫羅泰島的美軍；而第四分隊則支援帛琉。21至24日，艦隊空襲呂宋各地的港口，然後撤退。29日胡蜂號在馬努斯島補給休整。

### 臺灣空戰
10月2日，胡蜂號等第一分隊艦隻離港，在10月8日在海上與另外三支分隊會合，前往空襲沖繩島。10日艦隊大舉攻擊沖繩，出擊架次高達1,396架，重創沖繩港口。此時豐田副武估計美軍將空襲臺灣，命在臺的福留繁預備迎戰；當時日軍駐臺戰機約有230架。
一如日軍所料，12日美軍艦隊往南空襲臺灣。海爾賽派胡蜂號的第一分隊空襲臺灣南部；第二分隊空襲臺灣北部；第三分隊空襲臺灣中部；第四分隊則集中攻擊高雄。清晨各艦派戰機作第一波攻擊；福留繁則派戰機攔截，同時派轟炸機攻擊美軍航母，臺灣空戰爆發。美軍在空戰明顯佔優，第一波攻擊後，日軍只剩下60架戰機可用；第二波攻擊後更全被摧毀，沒有戰機可迎戰第三波攻擊；福留繁的指揮部亦在空襲後夷為平地。傍晚日軍魚雷機發現美軍艦隊，陸續展開攻擊，但無一成功，更損失42架。美軍當日出擊數達1,378架次，只損失48架飛機。
10月13日，艦隊再次空襲臺灣，出擊數下降至974架。傍晚美艦隊被日軍攻擊；富蘭克林號艦島受損，無人傷亡；而坎培拉號重巡洋艦則被魚雷重創，要由拖船協助離開戰場。14日艦隊派146架戰機及100架轟炸機再次攻擊臺灣，順道掩護坎培拉號撤退；陸軍航空軍則在中國大陸出動109架B-29轟炸機轟炸高雄。當晚日軍魚雷轟炸機再次夜襲，侯斯頓號輕巡洋艦被魚雷重創，一度下令棄船；由於兩艘受創巡洋艦離臺灣及先島群島僅90英里（140），海爾賽於15日命三艘巡洋艦及八艘驅逐艦組成拯救小隊，協助兩艦拖行；又派科本斯號及卡伯特號作空中支援。艦隊則緩緩向西南撤走。
10月15日第四分隊往空襲呂宋；日軍則於當日及16日再次空襲拯救小隊；侯斯頓號於16日再被一枚魚雷擊中，入水超過6,300噸，艦長一度決定棄船，但同行驅逐艦決定繼續拖行。此時東京電台稱美軍第三艦隊已受重創。海爾賽得悉後，認為日軍誤判拯救小隊為第三艦隊，索性順水推舟，以拯救小隊作餌，引誘日軍攻擊，命第二及第三分隊埋伏。16日早上，日軍命那智號及足柄號等由瀨戶內海出發，往南追擊，卻在沖繩外海被碉堡山號兩架飛機攻擊。此時福留繁得悉美軍航空母艦未有受損，命巡洋艦隊即時撤退。美軍埋伏雖然失敗，兩艘重創軍艦仍得而撤走，在27日終於抵達烏利西環礁（Ulithi）。
10月17日，胡蜂號往南航行，以支援美軍重奪菲律賓；而小澤治三郎則命艦隊阻止美軍登陸，並以自身航空母艦為餌，引開美軍艦隊，由栗田健男的第二艦隊到雷伊泰攻擊美軍登陸部隊；稍後因此引發雷伊泰灣海戰。18日胡蜂號與第四分隊空襲馬尼拉。美軍在20日開始登陸獨魯萬市，而道格拉斯·麥克阿瑟則在當日下午登上灘頭，宣告自己重返菲律賓。

### 雷伊泰灣海戰
10月21日，胡蜂號與第四分隊在海上補油。22日胡蜂號的第一分隊與第二分隊的漢考克號前往烏利西補給，而第四分隊則前往雷伊泰。24日，雷伊泰灣海戰爆發；當晚海爾賽召回第一分隊，然後自己與另外三支分隊及李中將的戰艦往北，追擊小澤的誘敵艦隊。25日8時22分，托馬斯·金凱德中將的第七艦隊被粟田的中央艦隊攻擊，向海爾賽求救；但海爾賽只命第一分隊加速西進，未有即時調頭。
此時胡蜂號等第一分隊艦隻正在補油。9時17分，第一分隊開始往西推進，並在稍後加速至30節，以盡快支援第七艦隊。10時30分胡蜂號等派出偵察機及第一波攻擊機隊，但飛機仍要一個半小時才可抵達雷伊泰灣。正當第一分隊的飛機趕往雷伊泰灣時，粟田已經開始向北撤退。12時42分，胡蜂號等派出第二波機隊；而第一波機隊恰好聯絡上克利夫頓·斯普拉格少將（Clifton Sprague）的特遣單元（Task Unit 77.4.3，代號塔非3號，於不久前遭粟田艦隊及神風自殺飛機攻擊）。克利夫頓指示機隊往北索敵，而自己則繼續命殘存的驅逐艦搜索聖羅號的生還者。下午1時16分，大黃蜂號的機隊發現粟田艦隊，但僅擊中利根號一枚炸彈，且炸彈沒有爆炸；第二波攻擊亦一無所獲。整日第一分隊共出擊147架次，被日軍擊落十架。
26日清晨5時，胡蜂號的第一分隊終於與南下的第二分隊會合，而漢考克號亦返回第二分隊。6時兩支分隊派出第一波飛機追擊粟田，又在8時10分及12時45分派出第二波及第三波攻擊，最終僅擊沉能代號及早霜號，並重傷熊野號。次日胡蜂號的第一分隊再次空襲菲律賓，於28日與第三分隊一同前往烏利西休整，分別在29日及30日及抵達。30日麥凱恩接替密茲契，指揮快速航空母艦。

### 雷伊泰島與呂宋

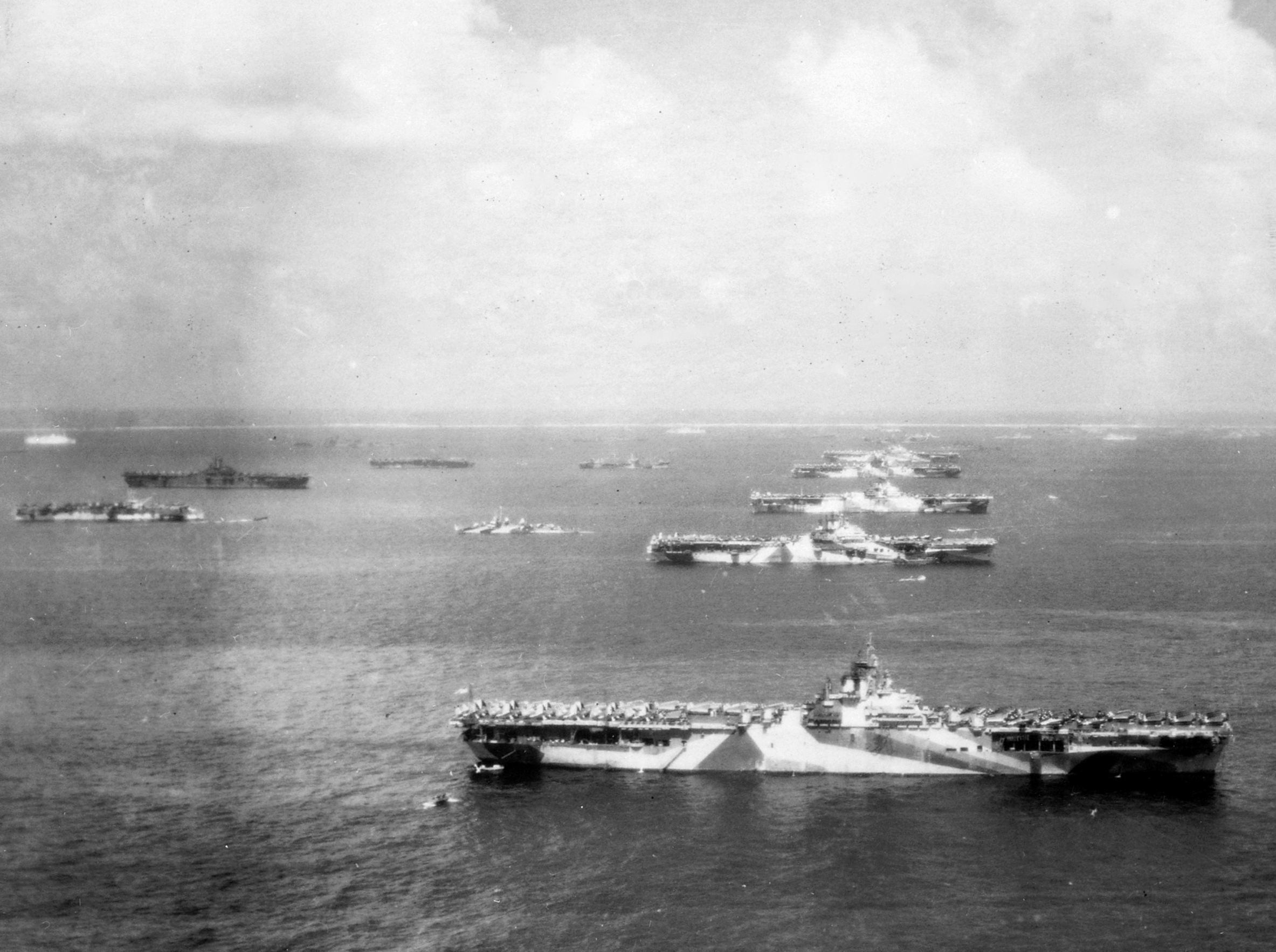
1944年12月8日，美國第三艦隊正在烏利西環礁休整。多艘艾塞克斯級並排組成著名的殺手陣列（Murderers row），準備離開菲律賓群島。由前景數起為胡蜂號、約克鎮號（CV-10）、大黃蜂號（CV-12）、漢考克號（CV-19）及提康德羅加號（CV-14），可以明顯看到胡蜂號、約克鎮號和提康德羅加號外表已漆上第33號10A型偽裝迷彩，這張照片由一架自提康德羅加號起飛的飛機所攝得。

11月2日，第一分隊與第三分隊離開烏利西，前往雷伊泰，以進一步削弱日軍空中力量，並接替受神風特攻隊重創的第四分隊。5日兩支分隊在波利略外海與第二分隊會合。
三支分隊會合後，分別攻擊仁牙因灣、北錫布延海及馬尼拉灣三地的日軍機場及補給艦隻，並擊沉了那智號，摧毀地面多架飛機。下午艦隊旗艦列星頓號被自殺飛機擊中，多人死傷，麥凱恩被迫將旗艦由列星頓號轉至胡蜂號；而列星頓號在搶修後繼續作戰。6日艦隊再次空襲三地，在傍晚到外海補油。第二分隊與受創的列星頓號返回烏利西休整修理，並由第四分隊接替；而胡蜂號則到關島搭載新的航空聯隊，由薛曼在艾塞克斯號上暫代麥凱恩指揮艦隊。
搭載新聯隊後，胡蜂號在13日與艦隊會合，繼續作戰，並集中攻擊日軍運輸艦，以阻止其增援歐墨克市（Ormac）。13及14日，艦隊擊沉了木曽號、曙號、秋霜號、沖波號、初春號及十多艘運輸艦，並擊傷潮號，摧毀地面多架飛機。15日艦隊撤向雅浦島西面海域休整；而第三分隊則返回烏利西休整，由第二分隊接替；同日麥凱恩將旗艦改設在第二分隊漢考克號。
11月17日，第一、第二及第四分隊再次空襲呂宋，於20日撤到後方補油；21日第四分隊離隊空襲雅浦島，然後到烏利西休整；而胡蜂號的第一分隊亦在23日到烏利西，於24日抵達。12月1日，胡蜂號等再次離開，前往支援盟軍登陸民都洛，但不久海爾賽接到麥克阿瑟的訊息，將登陸延遲到15日；胡蜂號等在即日再次返回烏利西。12月3日，所有分隊都返抵烏利西休整。
12月10日及11日，艦隊離開烏利西，前往民都洛。胡蜂號仍留在蒙哥馬利的第一分隊，同行艦有旗艦約克鎮號、科本斯號及蒙特利號。14日至16日，胡蜂號等晝夜派飛機封鎖呂宋各地的機場，使日機無法起飛攻擊登陸艦。

### 海爾賽颱風

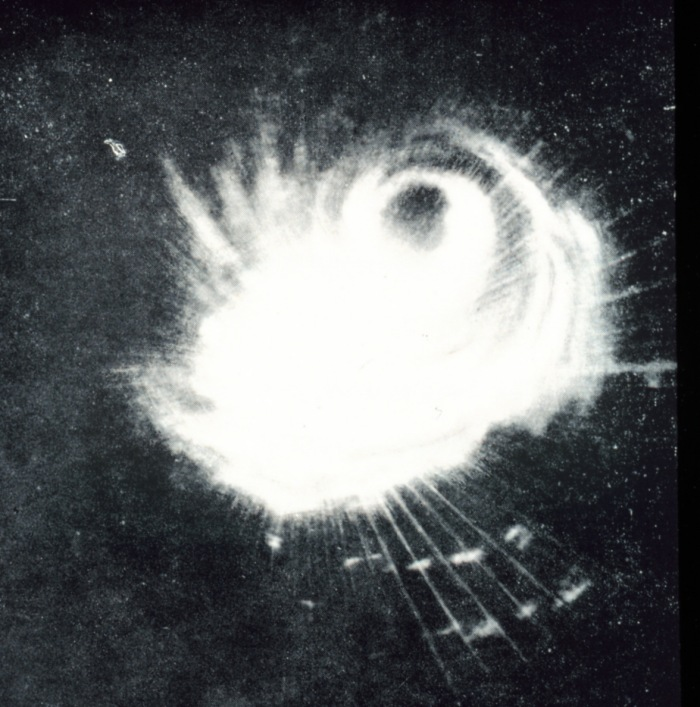
1944年12月18日，第三艦隊在東菲律賓海遭到颱風眼鏡蛇正面吹襲。胡蜂號以雷達拍下這張颱風風眼以及整體結構圖，這也是歷史上第二次由船隻雷達觀測取得的颱風結構。風暴最終使美軍三艘驅逐艦沉沒，近800人死亡。而其損失之大，也使得海爾賽之後廣受批評。

12月17日，艦隊在外海補油，但海面颳起強風，海面波濤洶湧，令艦隊作業困難，無法補油。惡劣天氣由艦隊以東的熱帶擾動引起；該熱帶擾動在烏利西以北形成，向西北偏西移動，並快速增強，亦即後來的颱風眼鏡蛇。由於海浪走向與冬季的東北風一致，海爾賽並未察覺颱風迫近。
18日海面風浪加劇，但艦隊的氣象報吿仍然錯誤，且氣壓於日出前一直穩定，海面繼續吹北風，故海爾賽命艦隊再次補油。此時風浪開始使艦隻脫隊；各艦匯報的氣象資料迥異，又造成更多混亂。上午10時，氣壓開始急降，風向同時呈逆時針，海面翻起巨浪；胡蜂號在下午2時錄得風速達每十分鐘73節，陣風最高更超過每十分鐘100節，艦上的雷達甚至拍到風眼，颱風顯然就在附近。海爾賽即時命艦隊往西南迴避；然而脫隊及較慢軍艦已無法脫離，甚至有驅逐艦通過颱風眼。最終美軍三艘驅逐艦沉沒；蒙特利號及科本斯號機庫起火，前者更要撤返珍珠港維修；相對之下，胡蜂號等大型艦隻損傷輕微，僅入水過多。
當日傍晚4時，艦隊終於脫離風暴。6時天氣轉為明朗，艦隊開始搜救落海官兵。其時海爾賽尚未得悉有驅逐艦沉沒，直到次日凌晨方得知三艘驅逐艦失去聯絡。搜救後艦隊撤返烏利西，於24日抵達。28日尼米茲批准艦隊在美軍登陸仁牙因灣後，進入南海。
12月30日，艦隊離開烏利西。此時第一分隊開始由亞瑟·拉德福（Arthur W. Radford）少將指揮。艦隊稍後於1945年1月3日及4日空襲台灣及呂宋的日軍機場，卻因天氣惡劣，效果不彰。7日艦隊集中攻擊呂宋，再受惡劣天氣阻礙。9日美軍開始登陸仁牙因灣，幾乎沒有遭遇抵抗；而艦隊則往北空襲台灣及琉球群島，但惡劣天氣仍舊困擾艦隊，無法有效攻擊。

### 南中國海
1月10日，胡蜂號等快速航空母艦穿過巴斯海峽，前往空襲法屬印度支那的日軍補給。海爾賽認為伊勢號、日向號及部分日軍戰艦，在雷伊泰灣海戰後撤到越南，故先攻擊金蘭灣。
1月12日，艦隊抵達越南外海。凌晨3時30分，第五分隊的夜戰航空母艦先派飛機偵察。早上6時40分，戰艦及巡洋艦等往炮轟金蘭灣的戰艦。到7時30分，第一、二及三分隊的航空母艦開始派飛機空襲。整日艦隊出擊數達1,465架次，部分飛機更沿海岸搜索目標轟炸，攻擊範圍遍佈越南南部。第三分隊空襲了歸仁及西貢，並擊沉了香椎號、兩艘護航驅逐艦、九艘滿載的運輸艦及一艘油船；被日軍俘虜的法國巡洋艦拉莫特-皮凱號（La Motte-Piquet）亦在金蘭灣被擊沉。最終美軍共擊沉45艘日軍軍艦及商船，並摧毀多艘油船。由於港內沒有日軍戰艦，美軍的炮艦在早上8時已經撤返。晚間艦隊撤往東面補油，並迴避颱風。海面大浪使艦隊到14日才完成補油。
15日上午，艦隊空襲了高雄及左營港，並擊沉了旗風號及松號，惟低能見度使空襲成效欠佳。下午艦隊再次西進，並於16日空襲了香港、廣州及海南。惡劣天氣及密集防空火炮雖令空襲多有阻滯，但美軍仍擊沉多艘日軍運輸艦。17日東北季候風加強，迫使艦隊撤回呂宋西面海域補油，然後再次空襲台灣。
21日早上，艦隊開始派飛機攻擊台灣各地機場及海港。日軍的自殺飛機於中午發現美軍第三分隊，隨即展開攻擊，先後擊傷蘭利號及提康德羅加號；第二分隊亦遇襲，但未有受損；漢考克號於同日因飛機降落意外而爆炸起火，但損毀不算嚴重。傍晚提康德羅加號撤返烏利西，而胡蜂號等則往北航行，預備空襲沖繩島及硫磺島。
22日，艦隊空襲了沖繩，並作詳細攝影偵察，搜集情報，以作日後登陸之用。晚上艦隊撤走，於26日返抵烏利西休整修理。同日斯普魯恩斯接替海爾賽指揮美軍艦隊，編制上改為第五艦隊，而快速航空母艦編隊亦再次易名，為第58特遣艦隊（Task Force 58），由密茲契指揮。

### 沖繩島、硫磺島與日本

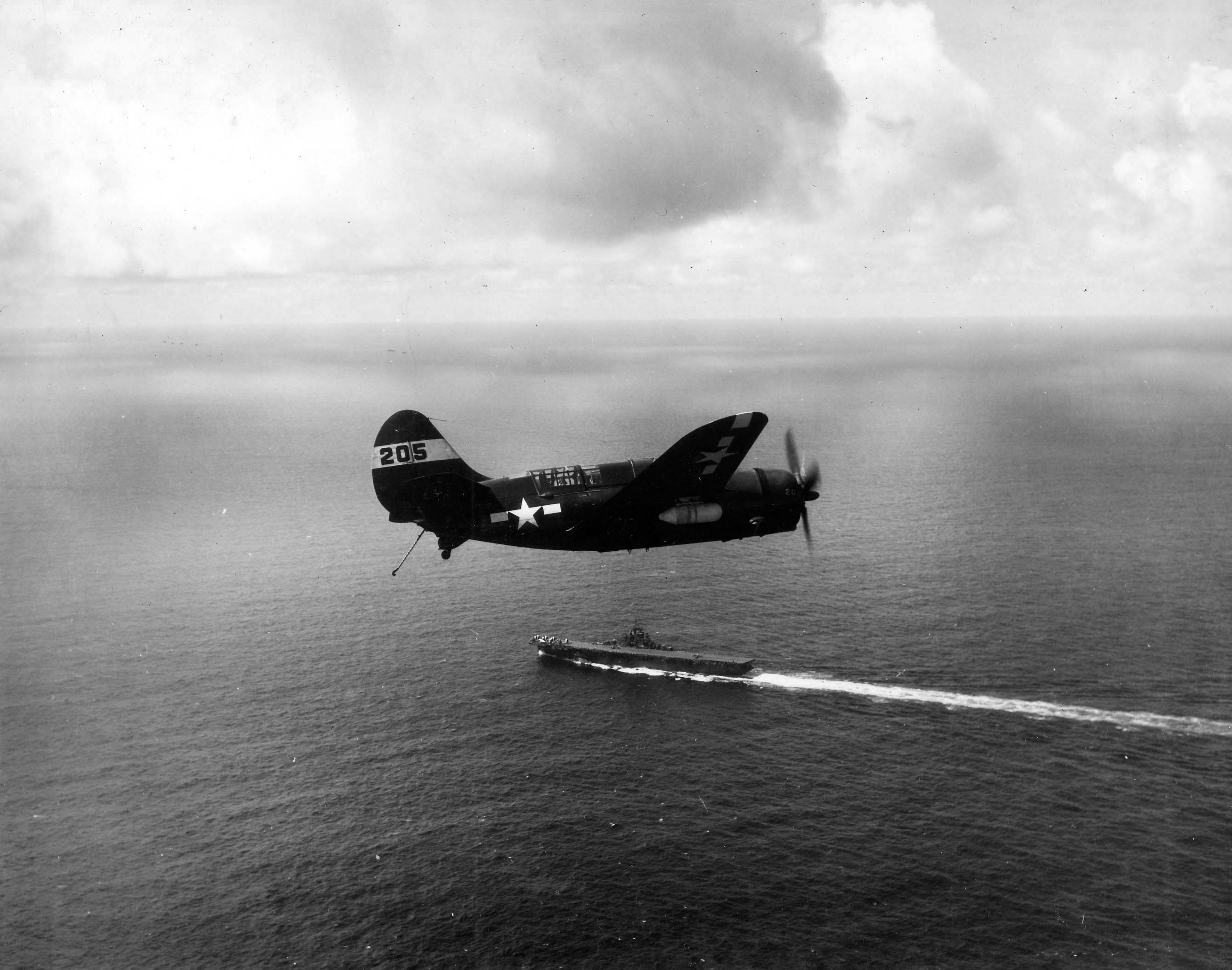
1945年時，一架SB2C俯衝轟炸機正準備降落在胡蜂號的飛行甲板上。

2月10日，第五艦隊魚貫離開烏利西，前往空襲日本本土。胡蜂號仍留在第一分隊，分隊由克拉克指揮，有旗艦大黃蜂號、班寧頓號及貝勞森林號。艦隊先往東北，於12日在天寧島與陸戰隊作演習，然後加速往北前進，準備空襲東京。
2月16日，艦隊先派五波戰機，掃蕩東京灣一帶的機場。第三分隊的戰機率先抵達東京上空，又攻擊了港口設施；而第二分隊雖遭遇近百架日機攔截，但擊落近40架。第一分隊則攻擊了東京及橫須賀一帶的工業設施。中午密茲契派轟炸機空襲東京大田區等地的工廠；傍晚則派夜間戰鬥機攻擊機場。17日艦隊前往硫磺島，預備支援即將登陸的美軍。第四分隊於當日攻擊了父島及母島；第二及第三分隊則到硫磺島以西。18日各分隊再次空襲父島，然後分散部署：第一、第四及第五分隊往南補油，而第二及第三分隊待命，預備支援登陸美軍；美軍戰艦則連日炮擊岸上設施。
2月19日，美國陸戰隊開始登陸硫磺島，硫磺島戰役爆發。其時胡蜂號等尚在外海補油，並作防空演習。20日起，胡蜂號等開始派飛機支援登陸部隊，偶爾亦轟炸艦炮不可及之日軍據點。由於艦載機的凝固汽油彈大多未有爆炸，故效果不佳。日機整日斷續侵擾艦隊，但多次攻擊均告失敗。2月21日，第二及第三分隊空襲父島及母島；由第一及第四分隊專責支援灘頭部隊；第五分隊亦加入日間戰鬥。不過薩拉托加號甫進入執勤海域，即遇襲受創，被迫撤返美國維修，自此未再參與戰鬥；俾斯麥海號更被自殺飛機擊沉，企業號因此要獨自擔任夜戰航空母艦，並連續174小時派出及回收飛機，直至3月2日。23日艦隊到外海補給，然後改道北上，再次空襲日本本土。
2月25日早上，艦隊派機隊空襲東京，卻因天氣惡劣，幾乎無功而返。下午密茲契中止所有飛行作業，欲改於次日空襲名古屋，然而海面天氣進一步惡化，翻起大浪，使艦隊無法及時進入攻擊範圍。26日早上，密茲契取消攻擊，命艦隊於次日補油，然後攻擊沖繩島；第四分隊則在補油後到烏利西休整。3月1日，胡蜂號等空襲沖繩島，並作詳細攝影偵察。當晚艦隊撤回烏利西休整，於4日抵達。
3月14日，艦隊離開烏利西，前往支援沖繩戰役，並先空襲九州，削弱該處的日軍空中力量。此時艦隊編制再稍有調動，但第一分隊整體不變。

#### 遇襲

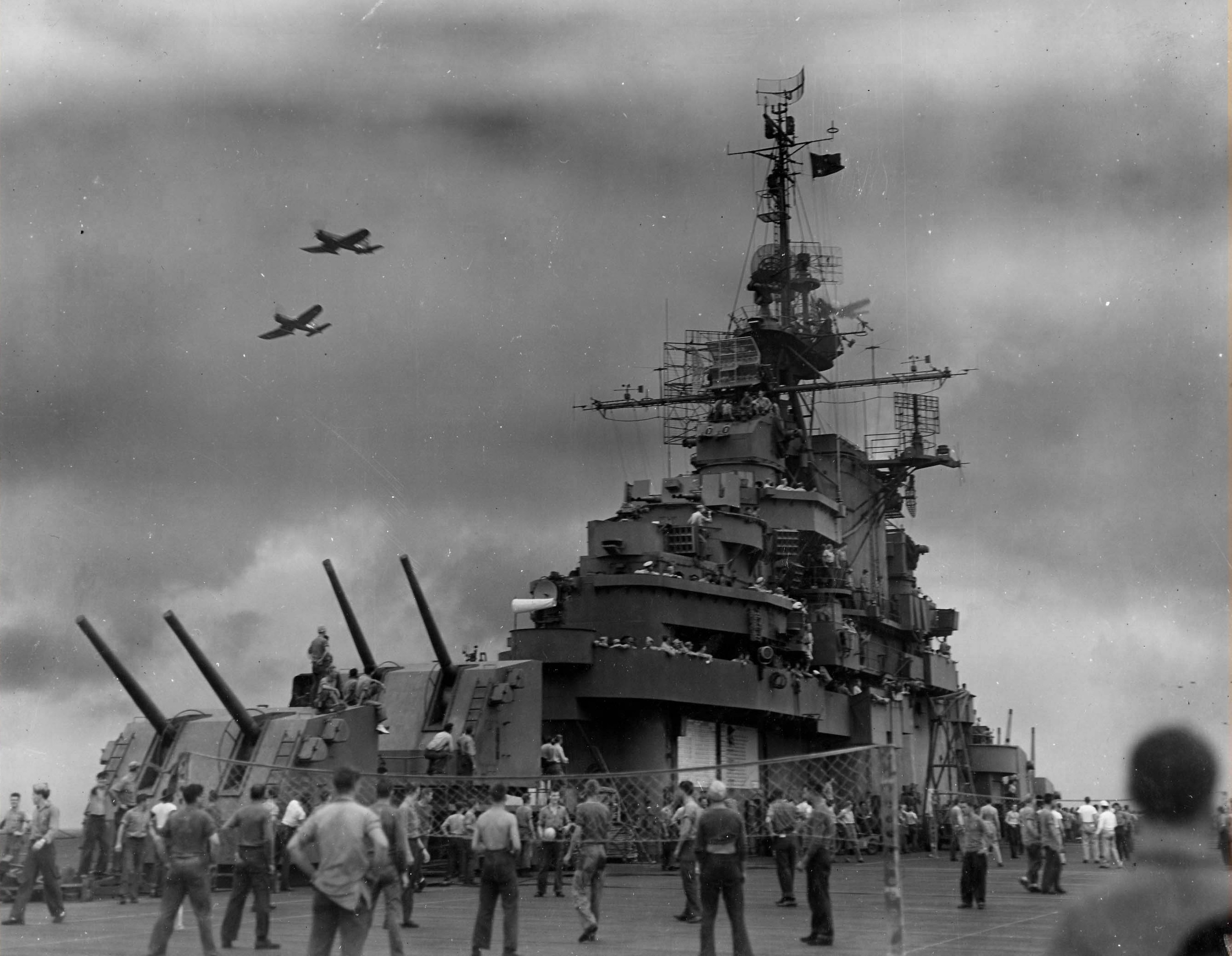
1945年6月，胡蜂號的水兵在甲板上拉起繩網，將前部飛行甲板作為臨時排球場。此時兩架F4U海盜式戰鬥機，正於艦島上空飛過。早在沖繩戰役期間，胡蜂號被日軍轟炸機擊傷得返國維修，拍照當時正預備重返戰場；而與胡蜂號同日遇襲的富蘭克林號則仍在維修，且之後再未參戰。

3月18日上午，艦隊開始派出機隊，空襲九州各地機場，但宇垣纏在美軍攻擊前，已派出僅餘的飛機升空，正前往攻擊第四分隊，故美軍收獲不大。企業號先於早上被日軍炸彈擊中，但未有引爆；無畏號成功攔截自殺攻擊，艦體輕微受損；下午約克鎮號被炸彈擊中，艦體爆炸，在搶修後繼續作戰。
同日，美軍偵察了神戶及吳市，發現日軍於港內的大批軍艦，故密茲契於19日命艦隊空襲瀨戶內海。由於第二分隊只有富蘭克林號一艘大型航空母艦，胡蜂號在當日加入第二分隊，以增強實力。當日美軍擊傷了大和號、日向號、榛名號、生駒號、葛城號、龍鳳號、天城號、鳳翔號、海鷹號、利根號及大淀號等艦。
但美軍亦遭日機反擊。早上7時10分，一架日軍轟炸機避過偵察，在胡蜂號上方俯衝投彈。炸彈穿透艦員住艙，在機庫甲板爆炸起火。當時艙內擠滿進食早餐的夜間當值人員，故此爆炸造成多人死傷；但火災迅即受控，未有波及更多飛機及彈藥，到8時胡蜂號已可進行飛機回收作業。8時後一架日軍自殺飛機再次避過偵察，試圖撞向胡蜂號，但在艦側升降台數呎外落水爆炸，未有造成更多死傷。最終胡蜂號共有101人死亡，269人受傷，但仍可繼續起降飛機作戰。同日富蘭克林號被日軍轟炸機重創，一度在海上失速，但最後仍得以撤走。企業號及部分第四分隊軍艦調往第二分隊，以掩護其撤退。
3月20日艦隊往南撤退，仍派飛機轟炸九州南部機場；而胡蜂號則擔任第二分隊旗艦。下午第二分隊再遭遇自殺飛機，一艘驅逐艦受損，而企業號的甲板則被友軍防空炮擊中。21日第一分隊遭到MXY-7櫻花特別攻擊機襲擊，將之悉數擊落。傍晚聖哈辛托號加入第一分隊。各艦於22日到外海補油，而胡蜂號、企業號及富蘭克林號等艦則分別撤返烏利西及美國修理；第二分隊要到4月才重返戰場。
3月24日，胡蜂號返抵烏利西，並稍作維修，預備返國。28日，胡蜂號與富蘭克林號一同前往珍珠港，在4月3日抵達，並卸載彈藥。5日胡蜂號前往華盛頓州布雷默頓，在13日抵達普吉灣海軍船塢，於22日進入乾船塢維修。
6月2日，胡蜂號完成修理，在近岸試航訓練。9日胡蜂號預備再次前往西太平洋，先在11日於阿拉米達搭載額外飛機及官兵，然後在13日前往珍珠港，於19日抵達。稍後胡蜂號未有即時前往前線，並在22日及29日，於近海訓練夜間飛行。

### 日本投降

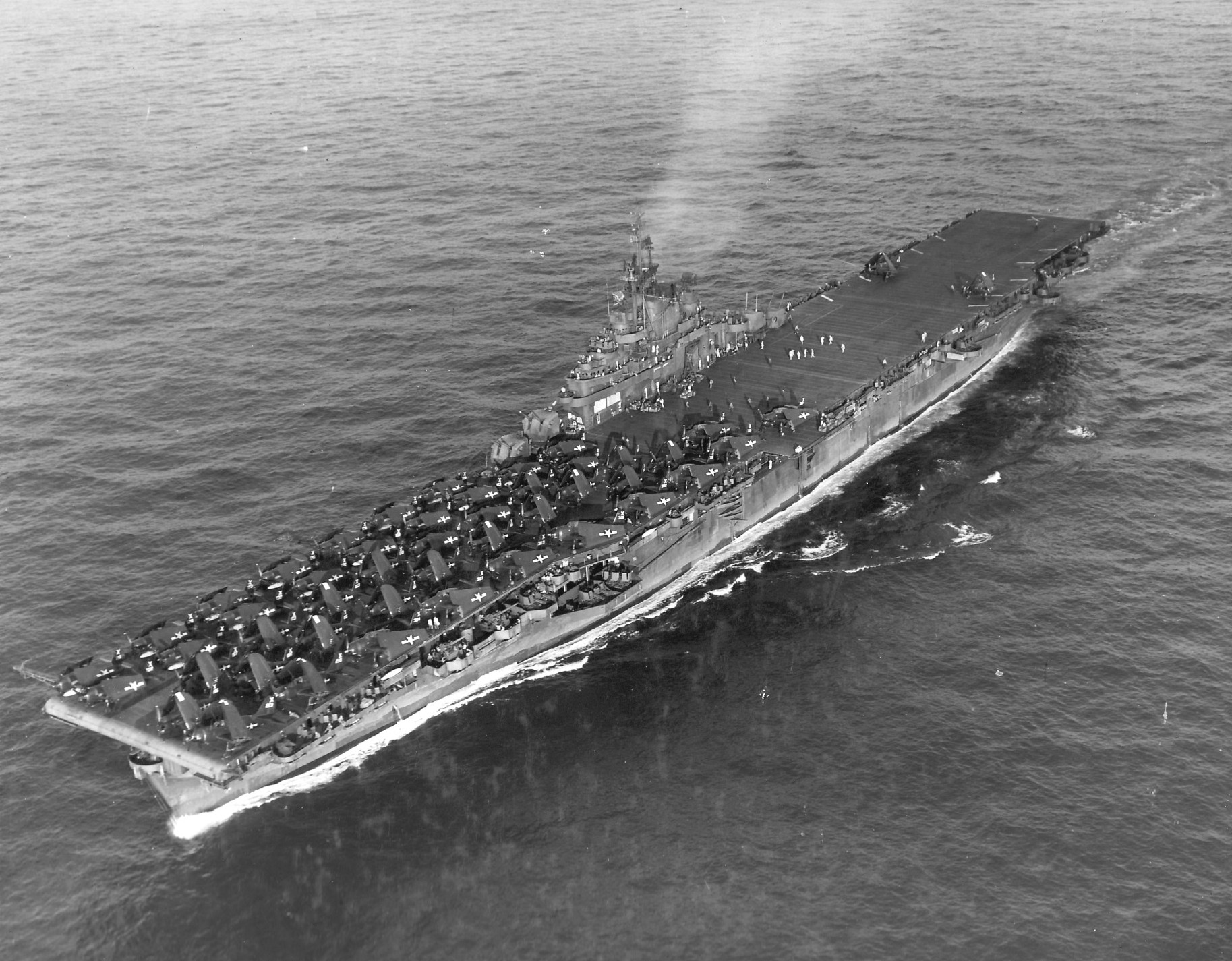
1945年8月6日西太平洋海上，胡蜂號及艦隊正前往空襲日本。值得注意的是，在艦島上畫著兩個記分板來記錄轟炸結果。當日美國在廣島投下第一枚原子彈，而胡蜂號等則在8月9日及9月10日空襲日本多處機場，使日軍的本土決戰戰略幻滅，無法派出大量自殺飛機反擊。最後於8月15日，日本終於宣布投降。

7月11日，胡蜂號啟程前往埃尼威托克，在18日順道空襲威克島，於19日抵達。21日胡蜂號前往會回第三艦隊，終於在26日加入第四分隊。此時艦隊正轟炸瀨戶內海及吳市，集中攻擊日軍殘存軍艦，並最終擊沉伊勢號、日向號、榛名號、利根號、天城號、青葉號、大淀號、磐手號及出雲號；擊傷葛城號、龍鳳號、海鷹號及北上號。
7月31日艦隊出海迴避颱風，於8月初在海上補給。此時尼米茲截獲情報，指日軍正於本州以北集結自殺飛機及部隊，欲突破美軍防線，降落到馬里亞納的B-29轟炸機基地，命艦隊即時前往攻擊；正當艦隊航行之際，小男孩原子彈於8月6日在廣島上空爆炸。8日艦隊本州北部的機場；同日蘇聯正式向日本宣戰。9日美軍在長崎上空投下胖子原子彈；而艦隊則在9日及10日再次空襲本州，摧毀超過251架轟炸機，擊傷另外141架，使日軍最後反擊破滅。11日艦隊到外海補油；此時日本開始考慮投降條款。12日艦隊迴避颱風，再於13日至15日空襲東京。15日中午，裕仁天皇宣佈日本投降，艦隊即時中止當日的第二波空襲，但繼續攔截接近艦隊的日機。
據胡蜂號統計，二戰期間艦上機隊共擊落了30架戰機，摧毀地面411架；並擊沉了114艘船艦，擊傷305艘；總出擊數達10,200次。而艦上防空炮共擊落16架飛機。
8月16日，英軍的英王喬治五世號加入第四分隊；艾塞克斯號及蘭道夫號在20日加入；而不撓號（HMS Indomitable, R92）則在21日加入。22日胡蜂號等艦派飛機偵察內陸，搜索戰俘營。25日，正在名古屋外海的胡蜂號與其他航空母艦遭到颱風吹襲。胡蜂號30呎的前部飛行甲板受損，因此無法參與日本在9月2日的投降儀式，但仍繼續在外海執勤。28日，胡蜂號向日本的美軍戰俘營空投物質；而其旗艦一職在31日轉到列星頓號。

## 戰後

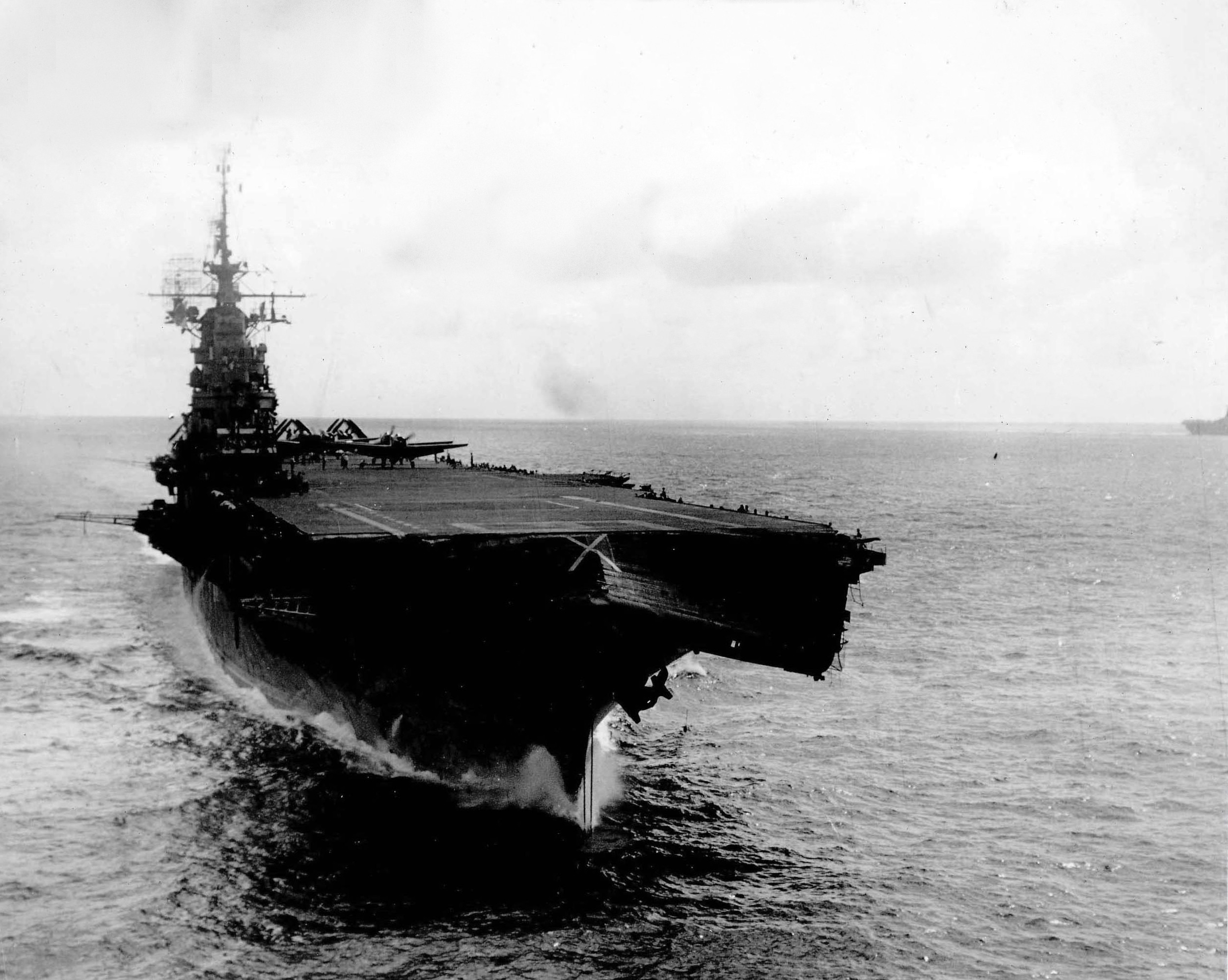
1945年8月26日，胡蜂號在日本海遭遇颱風，前部甲板因此嚴重受損，並向下崩塌；而艦員則在甲板崩塌處上劃上「X」字，以作識別。與胡蜂號同行的艾塞克斯號及蘭道夫號受損較輕，而英國的不撓號航空母艦則因設有封閉艦艏，受損不大。雖然胡蜂號受損嚴重，但繼續派遣飛機到日本搜索戰俘，並空投物資，卻無法參與9月2日的日本投降儀式。

9月4日，胡蜂號搭載1,000人返回珍珠港，並在5日途經埃尼威托克，以搭載額外的500人。10日胡蜂號抵達珍珠港卸載人員，然後留港待命。10月10日，胡蜂號、蘭道夫號及蘭利號一同離開珍珠港，啟程返國，並在16日橫渡巴拿馬運河。17及19日蘭道夫號與蘭利號先後離隊，而胡蜂號則前往波士頓，以參與當地的海軍日（Navy Day）慶典。慶典於27日舉行，胡蜂號開放予公眾參觀後，在30日前往紐約改裝，增加住艙。
10月31日，胡蜂號預備參與魔毯行動（Operation Magic Carpet），並在11月16日於史泰登島搭載1,247名意大利戰俘。18日胡蜂號前往那不勒斯，在26日抵達。卸載戰俘後，胡蜂號搭載5,647名陸軍官兵，在27日返航紐波特紐斯，在12月4日抵達。
稍後胡蜂號前往諾福克重新編配人員，然後前往英國樸茨茅夫。途中胡蜂號在大西洋遇上風暴，故在12月21日到樸次茅夫海軍基地作緊急維修，並順道休假。28日胡蜂號在南安普敦搭載5,690名陸軍軍官，然後返國。返航期間，胡蜂號再次遭遇風暴，前部甲板受損，並延誤行程。1946年1月5日，胡蜂號返抵紐約史泰登島，卸載軍人，然後進入紐約造船廠，預備退役。

## 退役、改建及太平洋艦隊

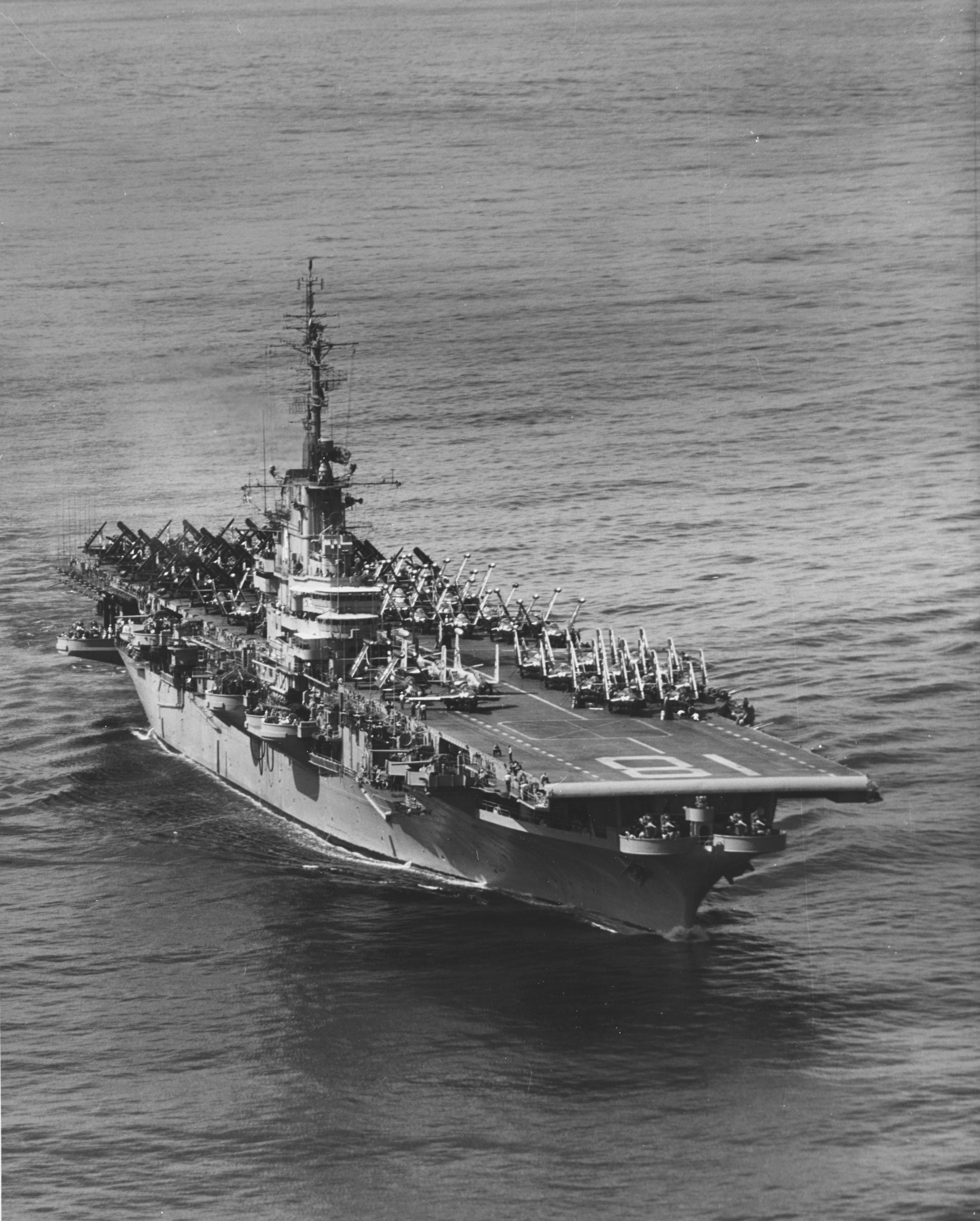
1955年1月5日胡蜂號正在西太平洋巡邏，並在不久後陪同艾塞克斯號及約克鎮號支援中華民國軍民撤出大陳島。新的飛機戰隊則於1954年9月1日到1955年4月11日間，陸陸續續開始安排到航空母艦上部署。此時胡蜂號已完成SCB-27A的改建，並在巡航結束後前往三藩市進行1955年的SCB-125現代化改建。

1947年2月17日，胡蜂號退役，並在後備艦隊封存。此時海軍正打算為艾塞克斯級作現代化改建；1948年9月，胡蜂號在紐約造船廠開始SCB-27A改建，直到1951年9月28日完成，並在同日重新服役。其時韓戰已爆發一年有多，胡蜂號未有前往太平洋，而是加入大西洋艦隊。11月至1952年2月，胡蜂號到外海試航，然後到紐約船廠作最後檢修。
4月22日，胡蜂號前往大西洋巡航，並先到直布羅陀演練。26日，胡蜂號進行夜間飛行升降演練，並轉向回收飛機；同行的霍布森號（USS Hobson, DD-464）艦長採用錯誤航向，攔腰擋在胡蜂號前方，被胡蜂號撞成兩截沉沒；驅逐艦連同艦長共176人死亡，而胡蜂號則有75呎前部甲板嚴重損毀。是次意外為美國海軍在1950年代死亡人數最多的事故。
由於海軍急需胡蜂號到地中海，海軍命塔拉瓦號延長於地中海的巡航時間；而胡蜂號則在5月8日抵達新澤西州貝永維修。為加快進度，海軍將正作SCB-27A改建的大黃蜂號艦艏切割，以拖船由紐約布魯克林造船廠拖到貝永，安裝到胡蜂號。維修只用上十日便告完成；而胡蜂號則在21日離開，前往諾福克搭載軍資。
5月24日，胡蜂號離開諾福克，前往地中海巡航，並在6月2日接替塔拉瓦號。稍後胡蜂號到訪地中海沿岸多個港口。9月2日胡蜂號在直布羅陀由雷伊泰號接替，然後前往北大西洋，在14日參與北約代號主轉桁索行動（Operation Mainbrace）大型演習。除胡蜂號外，美軍亦派出中途島號、羅斯福號、萊特號、明都洛號、薩萊諾灣號及威斯康辛號等艦；而英國則派出鷹號、光輝號、忒修斯號及前衛號等艦；法國、加拿大、丹麥、挪威、葡萄牙、荷蘭及比利時等國亦派軍參與。25日演習結束，胡蜂號到訪蘇格蘭及普利茅斯等地，於10月13日返抵諾福克。期間在10月1日，胡蜂號被重編為攻擊航母（舷號改為CVA-18）。
11月7日，胡蜂號進入紐約船廠作七個月翻修，預備進行環球航行。1953年9月16日，胡蜂號離開諾福克，先與班寧頓號前往冰島西北海域，並在19日與北約多國的海軍進行代號海員行動（Operation mariner）的大規模演習。10月6日，胡蜂號前往地中海，並在8日途經那不勒斯，於15日橫渡蘇伊士運河。17日胡蜂號抵達錫蘭可倫坡，並在印度洋演習。12月25日，胡蜂號在香港渡聖誕，然後前往台灣演習。1954年1月10日，二戰盟軍中國戰區最高統帥，五星上將，中華民國總統 蔣中正，搭乘塞考斯基 H-19 契卡索直升機，登艦校閱胡蜂號航空母艦（CVA-18)，當日胡蜂號航空母艦（CVA-18）懸掛大幅中華民國國旗，蔣中正總統身穿五星上將披風，由時任美國海軍第七艦隊司令，海軍中將蒲賴德(Alfred M. Pride)陪同，接受胡蜂號航空母艦（CVA-18）全體官兵行隆重軍禮致敬，隨後校閱空戰操演。1月後胡蜂號到菲律賓，而菲律賓總統拉蒙·麥格塞塞則在3月12日於蘇比克灣登艦參觀。次日奠邊府戰役爆發，胡蜂號與艾塞克斯號加緊在菲律賓演習戒備。稍後胡蜂號前往日本橫須賀，並在4月由拳師號接替，然後航向新母港聖地牙哥，於5月1日抵達，正式加入太平洋艦隊。
1954年9月1日，胡蜂號前往西太平洋巡航，在10月初於南海接替拳師號，並在菲律賓及沖繩一帶執勤。1955年1月，國民政府開始撤出大陳島，胡蜂號與艾塞克斯號、約克鎮號、奇爾沙治號及中途島號等軍艦亦有支援。稍後胡蜂號到訪硫磺島，在4月11日返抵聖地牙哥。5月胡蜂號進入三藩市海軍造船廠，進行SCB-125改建，增設斜角飛行甲板及封閉艦艏。改建在12月1日完成。
1956年4月23日，胡蜂號再前往遠東，並在日本海進行飛行演習。稍後胡蜂號訪問了岩國市，然後前往菲律賓，並為菲律賓總統麥格塞塞舉行飛行表演。10月15日，胡蜂號返回聖地牙哥。11月1日，胡蜂號被重編為反潛航母（舷號改為CVS-18），進行相應改裝，並調到大西洋艦隊。1957年1月31日，胡蜂號離開聖地牙哥，前往新母港波士頓。由於胡蜂號在SCB-125改建後無法通過巴拿馬運河，故此繞道南美州合恩角，於3月21日抵達波士頓。稍後胡蜂號在近岸訓練。

## 大西洋艦隊
1957年9月6日，胡蜂號與艾塞克斯號前往大西洋，並參與北約大型軍事演習反擊行動（Operation Strikeback）。除胡蜂號外，美軍亦派出艾塞克斯號、無畏號、塔拉瓦號、福萊斯特號、薩拉托加號、艾奧瓦號及威斯康辛號；英國則派出皇家方舟號、鷹號及壁壘號（HMS Bulwark R08）。演習模擬防守GIUK缺口；而胡蜂號一直作反潛警備。10月23日，胡蜂號返抵波士頓，並進入船廠翻修。

### 黎巴嫩危機

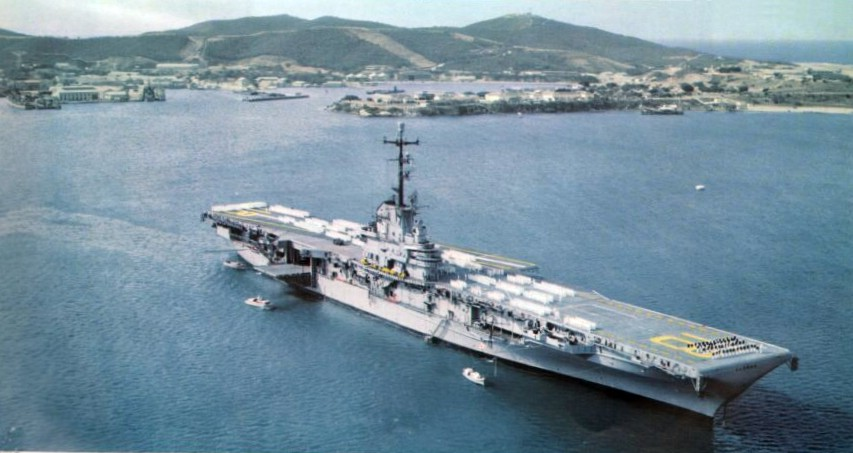
1958年胡蜂號在某地下錨，這年胡蜂號主要在地中海活動；並在黎巴嫩危機期間，支援美軍陸戰隊在貝魯特設防。

1958年3月10日，胡蜂號完成大修，並前往關塔那摩訓練，於4月29日返抵波士頓。5月12日，胡蜂號前往地中海，並訪問多個港口，包括直布羅陀、克里特島、羅德島及雅典等地。
7月14日，伊拉克發生七月十四日革命，親西方的哈希姆王朝被推翻，伊拉克共和國成立。阿拉伯民族主義運動旋即在黎巴嫩引發政治危機。早在前幾年，黎巴嫩國內的基督教派系與伊斯蘭派系，就已為是否加入賈邁勒·阿卜杜-納賽爾領導的阿拉伯聯合共和國而劍拔弩張。恐於革命蔓延，親基督教派系的黎巴嫩總統卡密拉·夏蒙向美國求救，以免政權不保。
時任美國總統的德懷特·艾森豪迅即答應夏蒙，並下令美軍登陸黎巴嫩貝魯特，藍蝙蝠行動（Operation Blue Bat）因此展開。艾塞克斯號率先抵達黎巴嫩海域，並支援陸戰隊登陸；而胡蜂號則在20日趕抵。其時美國已在黎巴嫩完成佈防，艾塞克斯號返回那不勒斯休整。胡蜂號繼續在附近海域巡邏，並派直升機到貝魯特機場，運載傷員到貝魯特國際機場的美軍基地。8月11日，侯賽因一世獲國內貝都因部落保證效忠，英軍開始撤出約旦；而黎巴嫩在9月大選後，由親基督教的福阿德·謝哈布接任總統，危機開始降溫。9月17日，胡蜂號啟程返國，於10月7日返抵諾福克，然後到昆錫點海軍基地（Quonset Point）稍作停留，於11日返抵母港波士頓。25日，所有美國军队撤出黎巴嫩。
11月26日，胡蜂號及其反潛分隊（Task Group Bravo）前往北大西洋作反潛演習，於12月13日返抵波士頓。
整個1959年，胡蜂號均與其反潛分隊在美國東岸演練。8月18日，胡蜂號一架直升機的引擎爆炸，在機庫引發大火。其時胡蜂號搭載了核武，所幸大火未有波及核武儲存室。胡蜂號稍後繼續在近岸斷續訓練，在1960年2月27日進入波士頓船廠大修，直到5月。

### 剛果危機
1960年6月30日，剛果民主共和國脫離比利時獨立，剛果第一共和成立。但政局卻未見穩定。不久加丹加省在比利時軍人支持下宣佈獨立；首相帕特里斯·盧蒙巴向聯合國提出抗議，而聯合國安全理事會通過第143決議案，要求比利時撤軍，並派聯合國維和部隊協助剛果恢復統一。但南開賽省在月後亦宣佈獨立。盧蒙巴不滿聯合國的反應緩慢，轉而向蘇聯求援，並得到運輸機協助，運送剛果軍人到南開賽省。此舉引起美國及剛果總統約瑟·卡薩夫布（Joseph Kasa-Vubu）不滿。
7月9日，胡蜂號離港，前往南大西洋，支援維和部隊空降剛果，在8月11日返抵波士頓。剛果最終陷入內戰；而第一共和最終在1965年11月25日被蒙博托·塞塞·塞科建立的政府取代。

### 地中海、加勒比海及古巴導彈危機

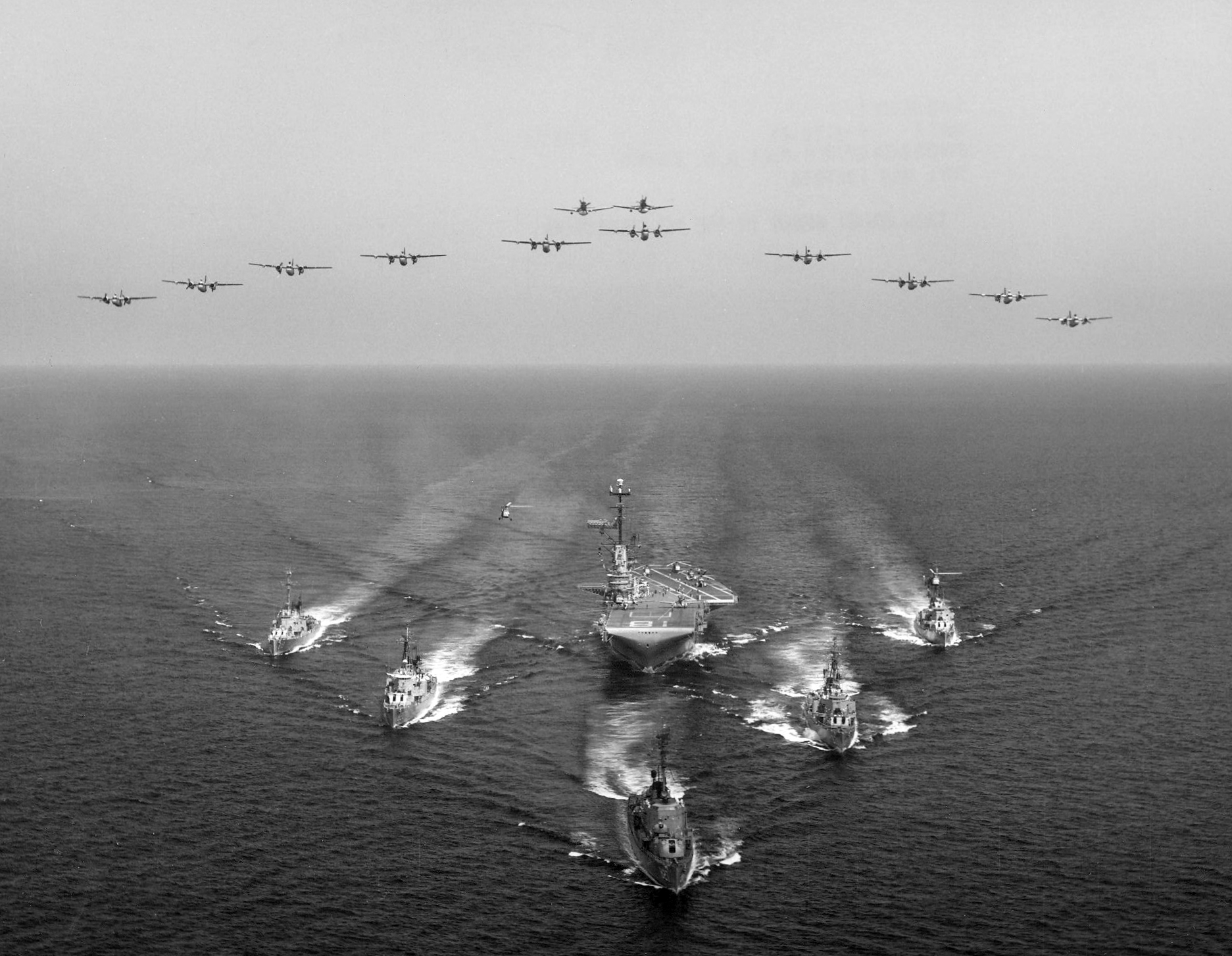
1961年8月19日，準備離開地中海的美國海軍反潛航空母艦戰鬥群，在這之中的便是胡蜂號航空母艦，一旁則有由基爾靈級驅逐艦組成的護衛船隻編隊。另外在天空中的反潛航空戰鬥群分別由十架S2F-1追蹤者式反潛巡邏機和兩架AD-5W攻擊機組成，另外還有兩架HSS-1反潛直升機於船隻上方提供支援。

胡蜂號返國後，在11月28日至12月8日期間，到關塔那摩訓練。1961年初，胡蜂號留在西大西洋演練。
1961年6月9日，胡蜂號在地中海進行短暫巡邏，訪問了西西里奧古斯塔灣、巴塞羅那、熱那亞、戛纳等地，於9月1日返抵諾福克，並在稍後進入波士頓海軍船塢翻修。
1962年1月11日至18日，胡蜂號在近岸作反潛演練，然後短暫到訪百慕達，於31日抵達波士頓，預備再到大西洋巡航。2月18日，胡蜂號離開波士頓，先在3月1日抵達英國樸茨茅斯，再在16日訪問鹿特丹。稍後胡蜂號先後到訪蘇格蘭格里諾克、基爾、奧斯陸及雷克雅未克，在6月16日返抵波士頓。
1962年，美國已發現蘇聯在古巴建立導彈基地，其射程可及美國東部，威脅美國本土。事件到10月發展成古巴導彈危機。10月19日，約翰·甘迺迪總統決定封鎖古巴；海軍則在21日開始召集軍艦離港。但胡蜂號未有即時參與封鎖，要到11月1日才離港前往加勒比海，其時危機已開始緩和。14日胡蜂號在補油期間，與驅逐艦相撞，但受損不大。21日胡蜂號返回波士頓。
12月21日，胡蜂號搭載美國海軍學院學員到百慕達考核，於29日返抵波士頓。
1963年1月21日，胡蜂號再到加勒比海進行反潛訓練。並在2月21在哥斯達黎加近海域巡邏，為到訪訪問聖何塞的甘迺迪進行警備，並向哥斯達黎加總統鳴21響禮炮致敬。稍後胡蜂號在波多黎各訓練，在4月4日返抵波士頓。

### 太空任務及反潛演習

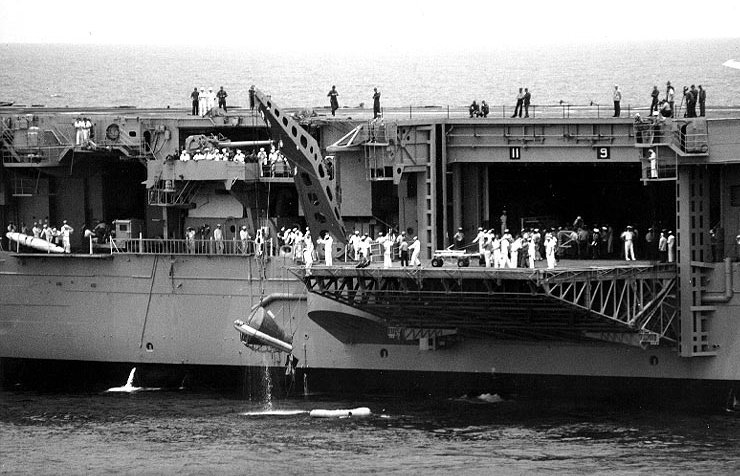
1965年6月7日，胡蜂號在佛羅里達州卡納維爾角以東400英里的海域，降下艦側的升降台，以打撈雙子座4號太空艙。數日前愛德華·懷特成為了首個作太空漫步的美國人，然後與詹姆斯·麥克迪維特乘雙子座4號返回地球。除了使用升降台外，美國航空母艦亦會以直升機回收太空艙。

1963年5月11日，胡蜂號再到百慕達，作水星-宇宙神9號的後備救援船。16日太空艙準確在太平洋濺落，由奇爾沙治號回收，而胡蜂號則留在大西洋作反潛演練，在7月23日返回波士頓船廠，並作現代化改建（Fleet Rehabilitation and Modernization, FRAM），延長服役壽命。
1964年3月，胡蜂號完成改建，並在3月14日到5月4日於加勒比海試航，然後在波士頓停泊。14日到6月3日，胡蜂號到大西洋訓練機師，然後在諾福克及波士頓之間的海域往返執勤。
9月8日，胡蜂號先到近岸演習，然後前往東大西洋。稍後胡蜂號與獨立號及其他北約軍艦作海上演習。演習在10月2日完成，胡蜂號前往地中海，並先後到訪華倫西亞、馬賽、土倫及那不勒斯等地，在12月18日返抵波士頓。
1965年2月8日，胡蜂號再次前往加勒比海演習，並曾前往關塔那摩，稍後則準備回收雙子座4號的太空艙。6月3日，愛德華·懷特成為首個在太空漫步的美國人。7日太空艙濺落，由胡蜂號救起。
稍後胡蜂號未即時回港，並再擔任雙子座6A號的救援船。太空總署原計畫先發射對接艙（Agena target vehicle）雙子座6號，然後由載人的雙子座6A號與之對接，為阿波羅計畫的作實驗，測試指揮艙與登月艙對接是否可行；但對接艙在10月25日發射失敗爆炸，太空總署被迫改變計畫，將較後發射的雙子座7號提前在12月4日發射升空，稍後再由雙子座6A號與之會合，但不作對接。12月15日，雙子座6A號發射升空，並在稍後與雙子座7號在相隔數米之下同步飛行。雙子座6A號在16日返回地球；電視台於胡蜂號設置衛星轉播發射器，作現場直播。胡蜂號稍後在16日與18日，分別救起雙子座6A號及7號的太空人，並打撈了兩個太空艙。稍後太空人被送返卡納維拉爾角的甘迺迪航天中心，而胡蜂號則在22返抵波士頓，並在當地度聖誕。
1966年1月24日，胡蜂號再到加勒比海演習，但在三日後遇上颶風，令艦體受損。胡蜂號被迫到波多黎各作緊急維修，而海軍工程師則從波士頓趕至當地評估，最終決定將胡蜂號駛返波士頓修理。胡蜂號因此無法參與該年的跳板行動（Operation Springboard）演習，亦無法回收雙子座8號的太空艙，改由拳師號作救援艦。2月18日胡蜂號進入船廠維修，於3月7日完成。
4月18日，胡蜂號再次前往加勒比海，並到訪關塔那摩，於5月6日返抵波士頓。稍後胡蜂號被編為雙子座9A號救援船。與雙子座6號計畫相同，太空總署先發射對接艙雙子座9號，然後由雙子座9A號進行對接。然而雙子座9號發射失敗，未有進入預定軌道，迫使雙子座9A號延遲到6月3日發射。稍後太空總署在6月1日發射一個替代對接艙，但雙子座9A號在太空仍無法與之對接。6月6日雙子座9A號返回地球，並在胡蜂號視野範圍內濺落。胡蜂號派直升機救起太空人，並打撈太空艙，然後返回波士頓。
6月20日，胡蜂號到大西洋作反潛演習，在7月1日返抵波士頓休整。25日胡蜂號再到大西洋作反潛演習，但演習因蘇聯監測船中途闖入而中止。稍後胡蜂號訪問紐約，在9月1日返抵波士頓。19日到10月4日，胡蜂號搭載了加拿大海軍的航空部隊，在東海岸與作反潛演習。
11月5日，胡蜂號離開波士頓，預備回收雙子座12號太空艙。這次太空艙成功與對接艙對接，並在15日返回地球。胡蜂號救起太空人及回收太空艙後，在18日回到波士頓。

### 後期演習

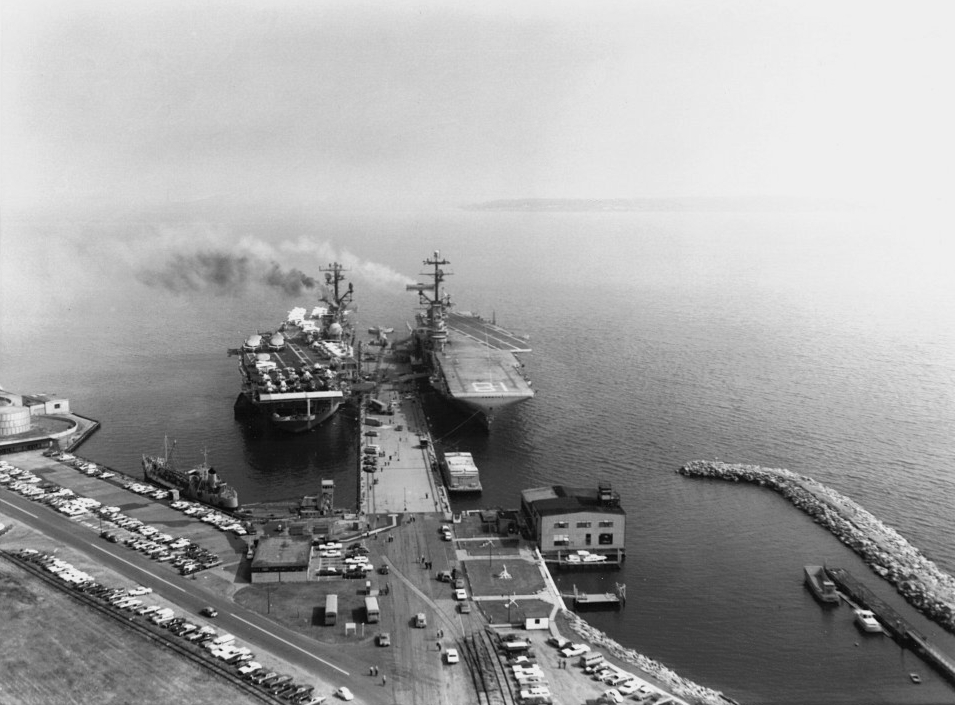
1970年9月23日，鳥瞰胡蜂號（右側）與無畏號（CVS-11，左側）兩艘反潛航母在位於羅德島州的美國海軍昆錫點航空基地停泊。兩艘艾塞克斯級此時已經十分老舊，最後分別在1972年及1974年退役。胡蜂號在退役後迅即出售拆解，而無畏號則在民間組織努力下得以保留，於紐約用作海上博物館使用。

11月28日，胡蜂號參與美軍大西洋艦隊的年度大型演習，有超過100艘軍艦及5,000名陸戰隊參與。演習模擬進攻波多黎各附近一座島嶼；由美利堅號負責掩護部隊登陸，而胡蜂號等則專職反潛。演習後胡蜂號於12月16日返回波士頓。
1967年1月24日至26日，胡蜂號搭載海軍飛行員新兵，到墨西哥灣考核演練，然後前往新奧爾良、彭薩科拉及梅港等地，在3月初返回波士頓。3月19日，胡蜂號前往加勒比海，參與該年的跳板行動演習。24日，胡蜂號在補油期間，與油船意外相撞。兩艦雖然輕微受損，胡蜂號仍到波多黎各稍作維修，在29日繼續演習，直到4月7日返抵波士頓。稍後胡蜂號卸載彈藥，並短暫訪問紐約數日，然後在21日進入波士頓船廠的乾船塢，開始大修。
1968年1月，胡蜂號完成大修，在2月28日前往加勒比海訓練，於4月6日返抵波士頓作最後檢修。4月30日，胡蜂號前往巴哈馬群島，與昆錫點及諾福克海軍基地的航母機隊作聯合飛行演習。5月20日演習結束，胡蜂號到傑克遜維爾考核飛行員。6月12日，胡蜂號再次在補油時與油船相撞，前往諾福克檢查。稍後胡蜂號將母港改設在昆錫點，並在20日到波士頓維修。
8月20日，胡蜂號前往北大西洋，先後訪問了樸茨茅斯、蘇格蘭克萊德灣（Firth of Clyde）、漢堡及里斯本，然後與北約艦隊進行銀塔行動（Opertaion Slivertower）演習。10月25日，胡蜂號進入地中海，並在12月7日到訪那不勒斯，然後在提雷尼亞海作反潛巡航。接著胡蜂號到訪塔蘭托、巴塞羅那及直布羅陀，於12月19日返抵昆錫點。1969年1月10日，胡蜂號進入昆錫點船塢檢修，於2月17日完成。稍後胡蜂號再到百慕達演習，於3月6日返回昆錫點。
4月1日，胡蜂號再次前往北大西洋，並在4月16日抵達里斯本。21日至26日，胡蜂號與西班牙及葡萄牙海軍在外海演習。演習後胡蜂號前往普利茅斯，並在5月15日參與伊麗莎白二世主持的大型北約海上閱兵，慶祝北約成立20周年。稍後胡蜂號訪問了鹿特丹、奧斯陸及哥本哈根，在6月30日返抵美國昆錫點。8月29日至10月6日，胡蜂號到聖體市及彭薩科拉近海考核軍官，並在稍後繼續訓練飛行員，於1970年1月9日進入波士頓船廠維修。3月16日至4月3日，胡蜂號在近海試航。

5月5日，胡蜂號再次前往歐洲，並先在5月25日造訪里斯本。一星期後胡蜂號與加拿大、荷蘭、葡萄牙、英國及西德海軍作代號夜間警備行動（Operation Night Patrol）的聯合演習，在6月8日前往羅塔（Rota），搭載海軍學院學員。及後胡蜂號前往哥本哈根考核訓練，期間曾被蘇聯飛機及船隻追蹤。稍後胡蜂號在7月13日到訪漢堡，並開放予公眾參觀，然後往西到愛丁堡、格拉斯哥及普利茅斯，在9月8日返抵昆錫點。10月15日，胡蜂號再次進入波士頓船廠維修，於12月14日完成。
1971年1月14日，胡蜂號離開昆錫點，到西班牙海域作反潛巡航，期間一直被蘇聯潛艇追蹤。20日胡蜂號又再在補油期間與油船相撞，但未有即時回港修理。2月15日，胡蜂號在直布羅陀與甘迺迪號會合，一同前往西西里海峽；蘇聯潛艇在該處中斷追蹤，向地中海東部前進。24日胡蜂號折返美國，於3月3日返抵昆錫點維修。
4月27日，胡蜂號離開昆錫點，在5月3日開始在海上演習一周，期間美國廣播公司曾在艦上取景，報導該次反潛演習。稍後胡蜂號先後在百慕達及哈利法克斯演習，於7月2日返抵昆錫點。稍後胡蜂號在東海岸訓練海軍預備役的飛行員。
9月23日，胡蜂號前往百慕達海域進行演習，並在演習後與百慕達、梅港及諾福克三地的航空聯隊訓練。11月4日胡蜂號返抵昆錫點，並在稍後進入紐波特紐斯造船廠檢修，於22日啟程返回昆錫點。由於維修費用高昂，海軍決定不作維修，命胡蜂號預備退役。

## 退役與榮譽
1972年7月1日，胡蜂號正式退役，並在同日除籍。1973年5月21日，胡蜂號被海軍出售，並拖到紐約拆解。在進入拆解船廠前，胡蜂號撞上一道橋樑，但未有造成傷亡。
胡蜂號在二戰中獲頒海軍部隊嘉許獎（Navy Unit Commendation）及八顆戰鬥之星。二戰期間的榮譽見下表：
|  |  | Silver star · Bronze star · Bronze star · Bronze star |
|  |  | Bronze star · Bronze star                             |

| 海軍部隊嘉許獎         | 美國戰役獎章         | 太平洋戰爭獎章： 八枚戰鬥之星 |
| 第二次世界大戰勝利獎章 | 菲律賓總統部隊嘉許獎 | 菲律賓解放獎章： 兩枚戰鬥之星 |

## 資料出處
1. ↑  . Naval Vessel Register.   [2022-02-07]. （原始内容存档于2021-02-25）.
2. ↑  Friedman 1983，第394頁艾塞克斯艦級配置。由於各艘艾塞克斯級服役期間曾多次改建或改變用途，數據僅以設計及建造時為準。
3. ↑  .   [2011-02-12]. （原始内容存档于2011-01-30）.
4. 1 2  Veterans 1999，第17頁
5. ↑  .   [2011-02-12]. （原始内容存档于2011-07-16）.
6. 1 2 3 4 5 6 7 8 9 10 11 12 13 14 15 16 17 18 19 20 21 22 23 24 25  . 美國海軍軍艦辭典. 美國海軍部歷史與遺產司令部.
7. ↑  Morison 1988，第174頁第一分隊由約瑟·J.·克拉克（Joseph J. Clark）少將指揮，有旗艦大黃蜂號、約克鎮號、貝勞森林號及巴丹號；第三分隊由約翰·小李維（Jown W. Reeves, Jr.）少將指揮，有旗艦企業號、列星頓號、普林斯頓號及聖哈辛托號；第四分隊由威廉·赫利爾（William Harrill）少將指揮，有旗艦艾塞克斯號、蘭利號及科本斯號。第58特遣艦隊由馬克·密茲契中將指揮，旗艦設於第三分隊的列星頓號。
8. ↑  Morison 1988，第234頁
9. ↑  Morison 1988，第240頁
10. ↑  Morison 1988，第250-251頁
11. ↑  Morison 1988，第251-256頁
12. ↑  Morison 1988，第260頁
13. ↑  Morison 1988，第262-263頁
14. 1 2  Morison 1988，第263-274頁
15. ↑  Morison 1988，第266-267頁
16. ↑  Morison 1988，第268頁
17. ↑  Morison 1988，第270-271頁
18. ↑  Morison 1988，第272頁
19. ↑  Morison 1988，第273-274頁
20. ↑  Morison 1988，第290頁
21. ↑  Morison 1988，第291頁
22. ↑  Morison 1988，第292頁
23. 1 2  Morison 1988，第294頁
24. ↑  Morison 1988，第295-301頁
25. ↑  Morison 1988，第301頁
26. ↑  Morison 1988，第302頁
27. ↑  Morison 1988，第303頁
28. 1 2  Morison 1988，第304頁
29. ↑  Morison 1988，第307頁
30. ↑  Morison 1988，第307-308頁
31. ↑  Morison 1988，第309,311頁
32. ↑  Morison 1988，第311-313頁
33. 1 2 3 4 5 6  .   [2011-02-12]. （原始内容存档于2011-07-16）.
34. ↑  第38特遣艦隊行動－雷伊泰灣 （页面存档备份，存于）8月26日時，第二分隊由傑拉德·波根（Gerald F. Bogan）少將指揮，下轄旗艦無畏號、碉堡山號、卡伯特號及獨立號；第三分隊由費德烈·薛曼指揮，下轄旗艦艾塞克斯號、艦隊旗艦列星頓號、蘭利號及普林斯頓號；第四分隊由戴維森少將指揮，下轄旗艦富蘭克林號、企業號、聖哈辛托號及貝勞森林號。
35. 1 2 3  Morison 1988，第13頁
36. 1 2 3  .   [2011-02-12]. （原始内容存档于2011-07-16）.
37. ↑  .   [2011-02-12]. （原始内容存档于2009-06-18）. 的存檔，存档日期2009年06月18日，.
38. ↑  Morison 1988，第91頁
39. ↑  . BLACK WATER MUSEUM. 2022-05-14  [2022-06-10]. （原始内容存档于2022-06-15） （中文）.
40. ↑  Morison 1988，第93頁福留繁在指揮部看到多架飛機被擊落，鼓掌稱快，但下一刻才發現墜地的均為日機，不禁哀嘆日軍攔截只是「以卵擊石」。
41. ↑  Morison 1988，第95-100頁
42. ↑  Morison 1988，第101-104頁
43. ↑  第38特遣艦隊行動－雷伊泰灣 （页面存档备份，存于）24日海戰爆發前，美軍四支航空母艦分隊如下：第一分隊仍由麥凱恩中將指揮，下轄旗艦胡蜂號、大黃蜂號、漢考克號（於22日調自第二分隊）、科本斯號及蒙特利號，蒙哥馬利少將則於30日接替麥凱恩；第二分隊繼續由波根少將指揮，下轄旗艦無畏號、卡伯特號及獨立號，而碉堡山號則於23日撤返布雷默頓普吉灣海軍船塢維修；第三分隊的指揮仍為薛曼少將，航空母艦編制不變（分隊旗艦艾塞克斯號、第38特遣艦隊旗艦列星頓號、普林斯頓號及蘭利號）；第四分隊續由戴維森少將指揮，有旗艦富蘭克林號（於10月30日受損撤退）、企業號（30日後接替富蘭克林號為旗艦）、聖哈辛托號及貝勞森林號。
44. ↑  .   [2011-02-12]. （原始内容存档于2009-06-18）. 的存檔，存档日期2009年06月18日，.
45. ↑  Morison 1988，第300頁
46. ↑  Morison 1988，第309頁
47. ↑  Morison 1988，第310-311頁
48. ↑  Morison 1988，第341頁
49. 1 2 3  .   [2011-02-12]. （原始内容存档于2011-07-16）.
50. ↑  Morison 1988，第345-346頁富蘭克林號及貝勞森林號均被自殺飛機擊中，要返國維修。
51. ↑  Morison 1988，第348頁
52. ↑  Morison 1988，第349頁
53. ↑  Morison 1988，第356頁
54. ↑  Morison 1988，第315-319頁第二分隊由波根指揮，有旗艦列星頓號、漢考克號（麥凱恩旗艦）、大黃蜂號及卡伯特號；第三分隊由薛曼指揮，有旗艦艾塞克斯號、提康德羅加號、蘭利號及聖哈辛托號；第四分隊暫時解散，企業號及獨立號未有隨同艦隊，於早前返回珍珠港，訓練夜戰機師。1945年1月5日至12日期間，兩艦暫時組成第五分隊，由馬提亞·賈納（Matthias B. Gardner）少將指揮，作夜間作戰航空母艦。
55. ↑  Morison 1988，第55-57頁
56. ↑  Morison 1988，第59-64頁在三日空襲後，艦隊的驅逐艦已幾乎斷油，必須在海上補給。其時美軍在馬里亞納、帛琉等地雖有偵察機匯報氣象，其報吿往往延遲半日以上；為保持無線電靜默，部分飛機更要在降落後方可匯報，使氣象報吿往往過時。14日偵察機發現菲律賓東南部有熱帶氣旋，卻沒有發現烏利西以北的熱帶氣旋。17日美軍偵察機發現颱風眼鏡蛇，但新澤西號及珍珠港的路徑預測均告錯誤，這使海爾賽下令的迴避路徑，最終使艦隊直接通過颱風。
57. ↑  Morison 1988，第69-71頁
58. ↑  Morison 1988，第81-87頁
59. ↑  Morison 1988，第87頁
60. ↑  Morison 1988，第88-91頁
61. ↑  Morison 1988，第164-165頁航空母艦將集中力量攻擊補給；而炮艦則往攻擊港內戰艦。
62. ↑  南海空襲亦有稱為感恩行動（Operation Gratitude），詳情亦可參考阿斯托里亞號輕巡洋艦網頁－第38特遣艦隊於南中國海 （页面存档备份，存于） 的存檔，存档日期2010-09-25.。
63. ↑  Morison 1988，第165-166頁第二分隊為轟炸主力，第一及三分隊則主力派戰機奪取制空權。
64. ↑  Morison 1988，第168-170頁
65. ↑  Morison 1988，第170-171頁
66. ↑  Morison 1988，第171-172頁
67. ↑  Morison 1988，第180-181頁
68. ↑  Morison 1988，第182頁
69. ↑  Morison 1988，第183頁
70. ↑  Morison 1988，第21頁第二分隊由戴維森指揮，有旗艦列星頓號、漢考克號及聖哈辛托號；第三分隊由薛曼指揮，有旗艦艾塞克斯號、碉堡山號（第58特遣艦隊旗艦，15日與艦隊會合）及科本斯號；第四分隊由拉德福指揮，有旗艦約克鎮號、蘭道夫號、蘭利號及卡伯特號；第五分隊（夜戰航空母艦）由賈納指揮，有旗艦企業號及薩拉托加號。第五分隊於2月21日因薩拉托加號受創而一度解散，但最終在23日重組，直至3月12日企業號返抵烏利西為止。斯普魯恩斯以第三分隊的印第安納波利斯號為旗艦。
71. ↑  Morison 1988，第22頁
72. ↑  Morison 1988，第24-25頁
73. ↑  Morison 1988，第44-45頁
74. ↑  Morison 1988，第52-57頁
75. ↑  Morison 1988，第57-59頁
76. ↑  第58特遣艦隊行動－冰山行動－至1945年4月7日 （页面存档备份，存于）第二分隊旗艦改為富蘭克林號，同行艦有蘭道夫號及聖哈辛托號；卡伯特號加入第三分隊。列星頓號在3月初隨艦隊到烏利西後，返回美國普吉灣維修；而蘭道夫號在3月11日於港內被自殺飛機攻擊受創，要到4月7日才啟程往會合艦隊；第四分隊有旗艦約克鎮號、企業號、無畏號、蘭利號及獨立號。由於第二及第四分隊屢屢受創，使艦隻在作戰期間有多次轉移，編制並不持續完整。
77. ↑  Morison 1988，第94-97頁
78. 1 2  Veterans 1999，第41頁
79. ↑  Morison 1988，第97-100頁詳細調動內容，可以約克鎮號及大黃蜂號之航海日誌互證。
80. 1 2 3  Veterans 1999，第42頁
81. ↑  第38特遣艦隊行動－日本本土空襲－1945年7月至8月 （页面存档备份，存于）第一分隊由湯瑪斯·史伯格（Thomas L. Sprague）少將指揮，有旗艦班寧頓號、列星頓號、漢考克號、貝勒森林號及聖哈辛托號；第三分隊由波根指揮，有旗艦蘭道夫號、艾塞克斯號、提康德羅加號、蒙特利號及巴丹號；第四分隊由拉德福指揮，有旗艦約克鎮號、艦隊旗艦香格里拉號、好人理查號、科本斯號及獨立號。
82. ↑  Morison 1988，第331頁
83. ↑  Morison 1988，第332-335頁
84. 1 2  胡蜂號老兵組織－二戰榮譽 （页面存档备份，存于）。二戰後的榮譽仍未有相關資料。
85. 1 2 3 4  Veterans 1999，第43頁
86. 1 2 3 4 5 6  Veterans 1999，第44頁
87. 1 2 3 4 5 6 7 8 9 10 11 12 13 14 15 16 17 18 19 20 21 22 23  . www.gonavy.jp.   [2011-02-12]. （原始内容存档于2020-06-05）.
88. 1 2  . www.navsource.org.   [2011-02-12]. （原始内容存档于2021-03-10）.
89. ↑  . BLACK WATER MUSEUM. 2022-06-12  [2022-06-12]. （原始内容存档于2022-06-12） （中文）.
90. ↑  Francillon 1988，第18-21頁
91. 1 2  .   [2009-07-08]. （原始内容存档于2009-06-21）.
92. 1 2 3 4 5  . www.navysite.de.   [2022-02-07]. （原始内容存档于2022-02-07）.
93. 1 2 3 4 5 6 7 8 9  Veterans 1999，第46頁
94. ↑  . www.navysite.de.   [2022-02-07]. （原始内容存档于2022-02-07）.
95. ↑  . www.navysite.de.   [2022-02-07]. （原始内容存档于2022-02-07）.
96. 1 2 3 4  Veterans 1999，第28頁
97. 1 2 3  Veterans 1999，第29頁
98. 1 2  Veterans 1999，第30頁